# Trzebień (wieś w województwie mazowieckim)
Trzebień – wieś sołecka w Polsce położona w województwie mazowieckim, w powiecie kozienickim, w gminie Magnuszew.
Wieś szlachecka Trzebin położona była w drugiej połowie XVI wieku w powiecie wareckim  ziemi czerskiej województwa mazowieckiego. Do 1954 roku istniała gmina Trzebień. W latach 1975–1998 miejscowość położona była w województwie radomskim.
Wierni kościoła rzymskokatolickiego należą do parafii św. Jana Chrzciciela w Magnuszewie.

## Historia

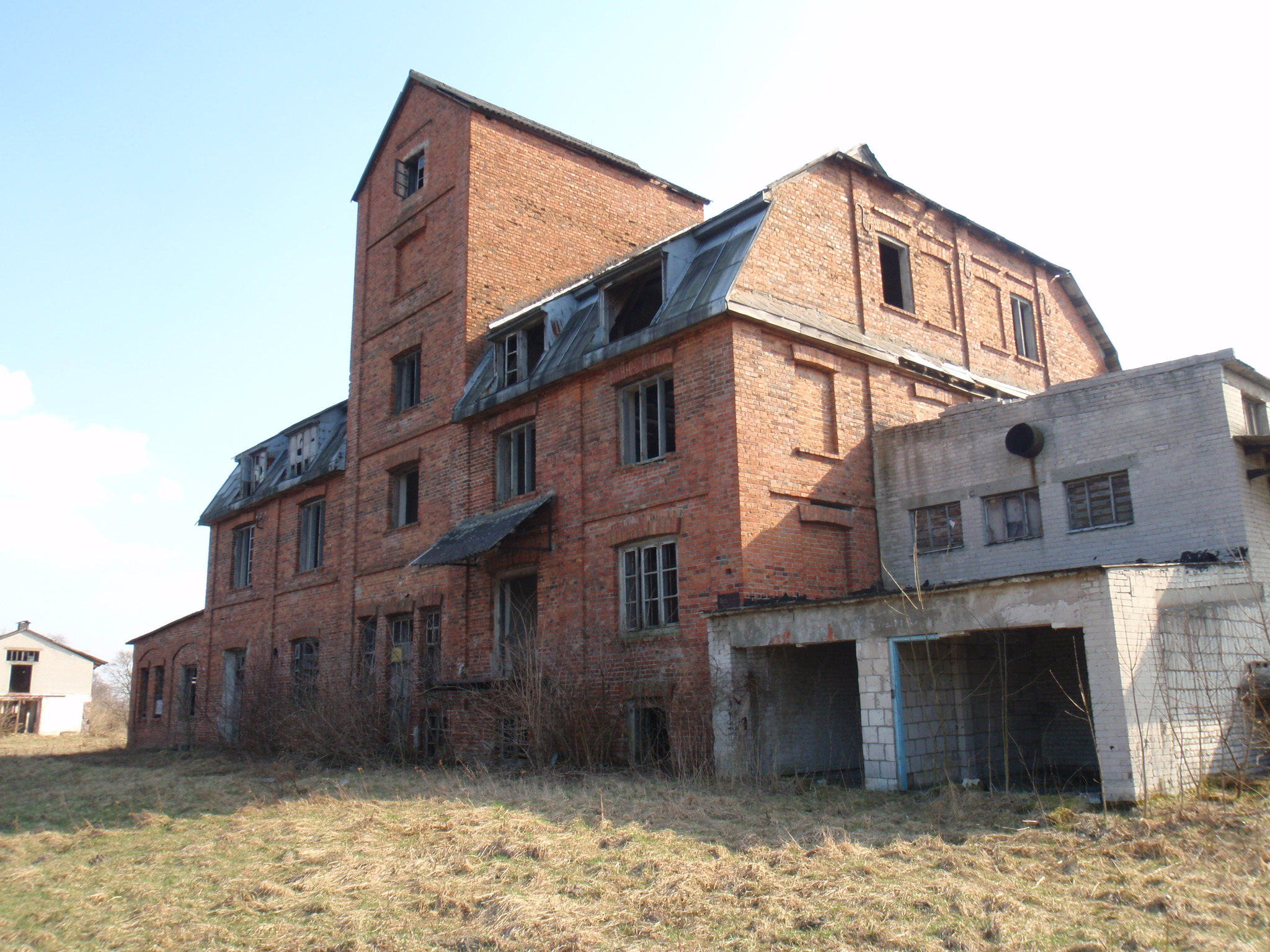
Ruiny zabudowań gospodarczych w Trzebieniu

Gniazdo rodowe Trzebińskich herbu Ogończyk, rodziny założonej przez potomków Mikołaja Powały z Taczowa.
Wieś i folwark były własnością Zamoyskich od XVIII w. Tu znajdowała się siedziba Zarządu Dóbr Trzebień. Od ok. roku 1880 w Trzebieniu była zorganizowana gmina, a wieś należała do parafii w Magnuszewie. W połowie XIX wieku zbudowano tu pałac w stylu neogotyckim z czterokondygnacyjną wieżą. Właścicielem był hrabia ppor. Stanisław Kostka Zamoyski, który zginął 30 maja 1939 r. (wraz z hr. Janem Tyszkiewiczem) podczas nieudanego startu pilotowanego przez siebie samolotu RWD-13 w Międzyrzecu Podlaskim.
Pałac Zamojskich w latach 1972–1975 odbudowywała Elektrownia Kozienice, remont przerwano na polecenie władz. Obecnie park i pałac jest w rękach p. A. Zielińskiego i stopniowo przywracany wraz z parkiem do życia.

## Zabytki
- Zespół pałacowy, 1 poł. XIX, nr rej.: 629 z 17.12.1957 oraz 217/A z 5.07.1983:
  - pałac
  - oficyna
  - park[12]

Oficyna (dworek) znajdująca się we wsi Trzebień została wybudowana około roku 1900, do 1950 roku mieszkał w niej syn Państwa Zamoyskich wraz z żoną. Dworek w tej chwili jest własnością Państwa Narojczyków, którzy mieszkają tam i odnawiają zabytkowy budynek od 1990 roku.